# Призраки в Коннектикуте 2: Тени прошлого
Призраки в Коннектикуте 2: Тени прошлого — фильм ужасов 2013 года, является продолжением Призраки в Коннектикуте. Премьера в США прошла 1 февраля 2013 года, в России 9 мая 2013 года. Фильм имеет возрастное ограничение: 16+. Фильм был основан на реальных событиях.

## Сюжет
<Семья переезжает в штат Джорджия, чтобы сменить обстановку, купив уютный дом в пригороде тихого городка под названием Пайн Маунтин. Дочь Лизы (Хэйди) начинают мучить видения и она начинает видеть призраков, которые видны не только ей, но и её матери и тёте. Хэйди видит призраков, потому что её родные по материнской линии тоже имеют возможность видеть их. Как выясняется по фильму, в том доме, куда переехали они, жил «начальник станции», который помогал рабам стать свободными. Хэйди удаётся узнать, что этот «начальник» не помогал рабам, а использовал их для своих целей.>
Действие фильма происходит в 1993 году. Энди и Лиза Уайрик вместе со своей дочерью Хэйди переезжают в сельский дом после получения сделки от банка. Им говорят, что раньше на этой земле никто не жил, поэтому они и получают так много. Вскоре после переезда Хэйди начинает испытывать видения. После визита сестры Лизы Джойс выясняется, что Хэйди вместе со своей матерью, тётей и бабушкой родилась с вуалью на лице, что позволяло женщинам семьи иметь видения. Джойс принимает свои видения, но Лиза безуспешно пытается предотвратить их с помощью лекарств, так как у неё начинают появляться кошмары и видения её матери.
Одно из видений Хэйди-это человек, которого она называет Мистер Горди, который рассказывает ей о вещах, доказывающих его существование, таких как деньги, зарытые в саду, и качели, находящиеся глубоко в лесу. Когда всё это оказывается правдой, выясняется, что мистер Горди действительно владел этим домом до семьи Уайрик. Чтобы проверить видения Хэйди, Джойс и Лиза проводят небольшое исследование и просят Хэйди выбрать Мистера Горди из кучи старых фотографий, что она и делает. Лиза начинает видеть фигуру, идущую за ней и её дочерью, и начинает беспокоиться о здравомыслии себя и своей дочери, что заставляет её сказать Хэйди, чтобы она больше не разговаривала с мистером Горди.
Однажды семью навещает местный пастор, который рассказывает им, что их собственность когда-то была частью подземной железной дороги и что на их земле жил начальник станции. Он рассказывает им обо всём хорошем, что принес начальник станции, и предупреждает семью, что они могут получить некоторых посетителей, желающих отдать дань уважения начальнику станции, и просит их быть добрее, чем был предыдущий владелец, Мистер Горди.
Энди приходит домой с собакой для Хэйди по кличке Чиф, пытаясь немного снять напряжение, которое накопилось в их семье с тех пор, как они переехали в новый дом, но вскоре после этого Чиф следует за чем-то в лес. Когда Энди и Хэйди идут его искать, они слышат визг, доносящийся из леса, и находят его пойманным в ловушку. Энди говорит Лизе, что силки были бы идеальны для таксидермиста, потому что они ловили и убивали животных, не оставляя следов. Уничтожая силки, чтобы шеф не попался снова, Энди обнаруживает, что Хэйди разговаривает с кем-то, кого там нет. Когда он спрашивает её об этом, она говорит, что мистер Горди говорит, что какие-то люди придут.
Этими людьми оказываются мама Кей и её внук, которые покупают одеяло у Джойс, которое она нашла на старой станции. Мама Кей говорит Хэйди, что она особенная и должна быть осторожна с тем, что видит, в то время как её внук рассказывает Энди истинную историю начальника станции. Он был главным образом таксидермистом и прибегал к помощи проводников, называемых проводниками, чтобы помочь рабам добраться до места встречи. Он будет хранить их где-нибудь в тайне, а потом, когда это будет безопасно, он переместит их в другое место. Двое из рабов, которых он спрятал, были предками мамы Кей, Нелл и Леви, но после того, как они остановились на станции, о них больше никто не слышал. Когда горожане узнали о его причастности, они завязали ему глаза, набили живот набивкой и повесили его на дереве, где когда-то были качели, которые видела Хэйди.
Энди передаёт эту информацию Джойс и Лизе, которые затем передают её Хэйди, но говорит ей, что начальник станции был хорошим человеком и помог многим людям. Когда Хэйди настаивает на том, что в лесу существует зло, Лиза расстраивается и говорит ей, что не может поверить ей, потому что она заботится о ней, и приказывает Хэйди выйти из ванны. Когда Хэйди задерживается слишком долго, Лиза возвращается в ванную, где мерцает свет. Смотритель станции стоит рядом с Лизой, а Хэйди лежит лицом вниз в ванне. Лиза вытаскивает её и пытается использовать приём Геймлиха, чтобы убрать воду из её легких, только для того, чтобы Хэйди кашляла опилками и насекомыми. Обеспокоенная семья забирает Хэйди в больницу, где её история подвергается сомнению. Хэйди, похоже, не помнит, что произошло, и говорит доктору, что, когда она не вылезла из ванны, как должна была, её мама вытащила её из ванны очень сильно, что ещё больше затруднило веру в историю Лизы. Когда Лиза уходит, Хэйди говорит ей, что это трудно, когда люди не верят тебе, показывая, что она знала, что делала.
Позже семья просит пастора выйти и благословить землю и Хэйди. Во время благословения Джойс испытывает пугающие видения рабов, которых привозит на станцию начальник станции вместе с проводниками, и она видит тела членов своей семьи, разлагающиеся во время благословения. В ту ночь Хэйди следует за призраком из своего дома, которым оказывается Нелл. Она ведёт её в лес, где та исчезает. Тем временем Лизе снятся кошмары, и она просыпается, чтобы узнать, что Хэйди пропала, а Энди выбегает в лес, чтобы найти её.
Каким-то образом Хэйди падает на дно станции и умоляет отца не оставлять её там с "ними", но она одна. В отчаянной попытке спасти свою дочь Энди обнаруживает тяжелую плиту, закрывающую вход, что заставляет его задаться вопросом, как Хэйди туда попала, и он понимает, что именно там начальник станции спрятал рабов, а Хэйди показывает, что "они", о которых она говорила, были трупами, которые были забыты. Когда начальник станции был убит, некому было выпустить рабов, и они умерли на станции. Хэйди говорит отцу, что, по её мнению, на станции есть ещё что-то. Она говорит своей семье, что хочет уехать из дома. Джойс говорит ей, что она выпустила духов и что плохие вещи ушли, но Хэйди настаивает на том, что мистер Горди сказал ей, что она выпустила что-то плохое. Когда Энди принимает сторону своей дочери, это вызывает разрыв между ним и Лизой. Лиза говорит Хэйди, что начальник станции был хорошим человеком, на что Хэйди отвечает: "Нет, он не был".
Энди решает, что семья уйдет, потому что он не хочет, чтобы Лиза забила голову Хэйди идеей, что она больна и нуждается в лекарствах. Когда они собираются уходить, можно видеть, как за ними наблюдает призрак начальника станции. Джойс решает остаться, и призраки рабов предупреждают её о присутствии начальника станции. Она видит, как он идёт к Хэйди, и когда она пытается предупредить племянницу, начальник станции обращает своё внимание на неё. Джойс выкашливает иглу и начинает накладывать швы изнутри. Тем временем Лиза замечает, что Хэйди исчезла из грузовика, и решает проверить трейлер Джойс. Она находит свою сестру подвешенной к потолку и разрезает швы как раз перед тем, как начальник станции успевает их достать. Когда Лиза спрашивает свою сестру, где Хэйди, Джойс отвечает, что "они знают", что приводит Лизу к принятию её видений.
Она следует за призраком проводника, который ведёт её на станцию. Там она находит потайную дверь и обнаруживает много животных, которые были набиты начальником станции. Выяснилось, что начальник станции держал много рабов и набивал их чучелами для собственного содержания, включая Нелл, Леви и кондуктора. Она находит Хэйди привязанной к столу начальника станции, и когда она пытается убежать со своей дочерью, она находит путь заблокированным, за исключением того, который идёт прямо через землю. Хэйди начинает карабкаться вверх, а потом её вытаскивают из-под земли. Когда Лиза пытается последовать за ней, начальник станции тянет её обратно вниз. Она сталкивается с призраком, но переживает видение своей матери, которая говорит ей "впустить их". Она наконец принимает свои видения и узнает, что начальник станции сказал Нелл, Леви и проводнику, что он вернётся за ними, но вместо этого ловит их, оставляя их голодать, чтобы он мог наполнить их. Узнав правду, он позволяет их духам освободиться и отомстить начальнику станции. Снова вспоминаются смерть начальника станции и духи всех тех, кого он убил. Это позволяет Лизе сбежать, а дух начальника станции уничтожен. Затем выясняется, что человек, который вытащил Хэйди из-под земли, на самом деле был духом Мистера Горди, который был потомком начальника станции и был там, чтобы действовать как защитник семьи Уайрик.
Две недели спустя Энди пытается повесить качели для Хэйди. Лиза и Джойс размышляют о том, почему Мистер Горди не хотел, чтобы люди жили на его земле, и приходят к выводу, что он хотел, чтобы его предка помнили за то хорошее, что он сделал, а не за плохое. Тем временем Хэйди изо всех сил пытается сесть на свой велосипед, когда он внезапно выпрямляется. Она оборачивается, чтобы увидеть мистера Горди, и он отправляет её счастливо кататься, где она видит духи Нелл, Леви и проводника, направляющиеся в лес, наконец-то свободные. Она оборачивается и видит Мистера Горди, машущего ей на прощание, прежде чем повернуться и уйти в загробную жизнь и довольного тем, что семья  Уайрик в безопасности.
В текстовом эпилоге раскрывается, что семья Уайрик оставались в этом доме ещё пять лет, видения Лизы не возвращались, и что Хэйди больше никогда не видела Мистера Горди. Последний кадр показывает фотографии реальных Хэйди и Мистера Горди, а затем и всей семьи Уайрик.

## В ролях
- Эбигейл Спенсер — Лиза
- Чад Майкл Мюррей — Энди
- Эмили Элин Линд — Хэйди
- Кэти Сакхофф — Джойс
- Моргана Шоу — мать Лизы
- Сисели Тайсон — мама Кай
- Джеймс Грэнт — мистер Горди